# 西安西关机场
西安西关机场是中国陕西省西安市曾用机场。从1930年开始服务西安市，抗日戰爭軍用機場，飛虎隊美國第十四航空隊基地，直到因为噪音影响市区而在1991年被新建的西安咸阳国际机场取代。

## 沿革

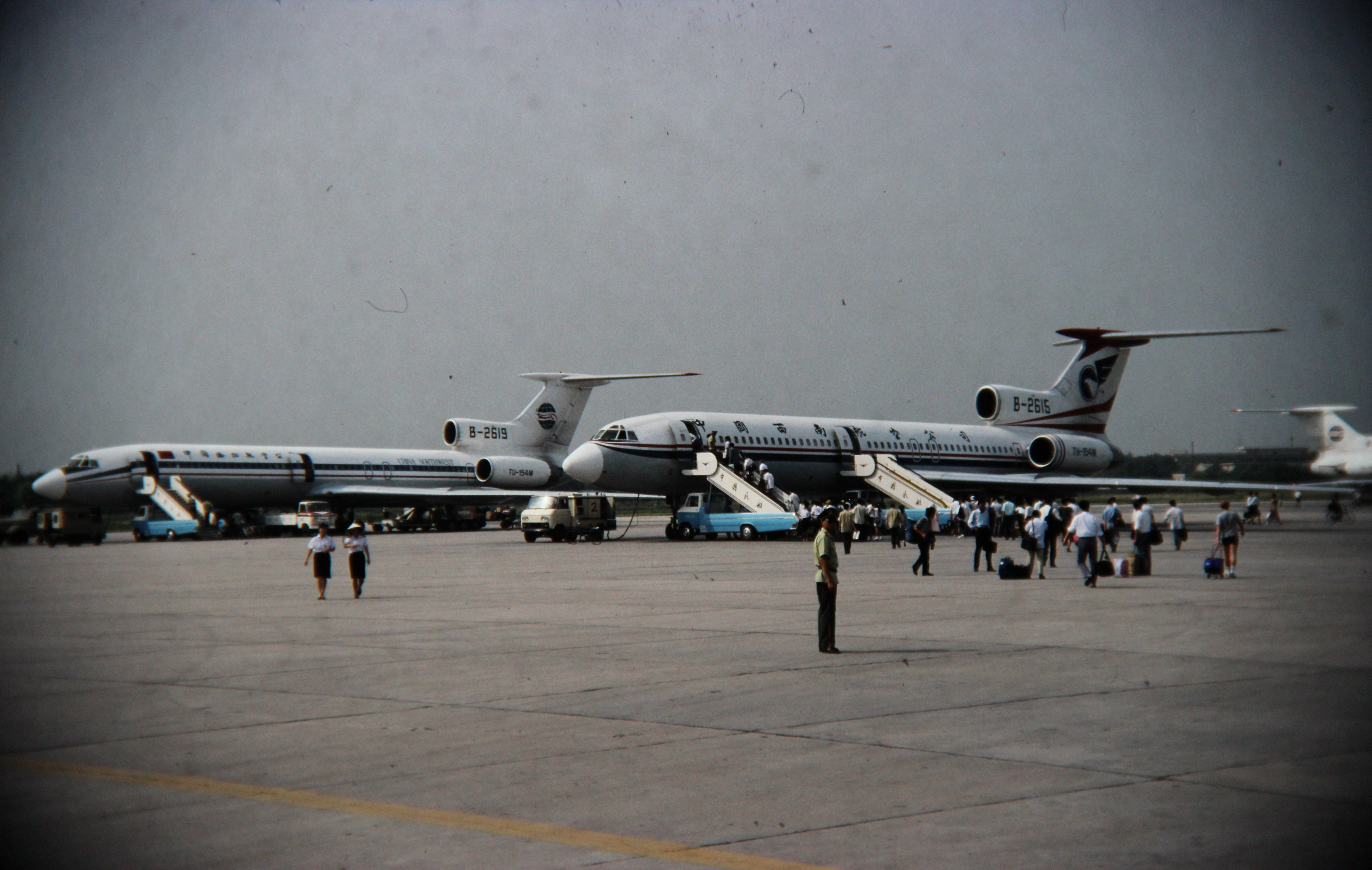
中国西北航空和中国西南航空的图-154在西关机场停机坪（1991年7月）

- 1924年4月3日　首航，北京政府航空署中央航空支隊的Vickers Vimy飞机从河南省洛陽飛来，在西安城西側的大營盤着陸在草皮跑道上。
- 1930年　大營盤跑道建成，长800米，宽100米，表面是草。
- 1932年3月　中国・德国合資公司欧亞航空和西安航空站开始建设。公司使用 西关机场，主要任務是货物和邮件运输，也处理军用飞机和民用航空的起飞和降落。
- 1932年4月1日　欧亞航空使用W34(Junkers W 34)首次开设上海-南京-洛陽-西安航线。
- 1932年5月6日　欧亞航空开通西安-蘭州的郵政路線。
- 1932年5月18日　欧亞航空将上海-南京-洛陽-西安線延长至蘭州。
- 1934年3月13日　欧亞航空开设太原-西安航线。
- 1935年9月13日　張学良乘坐波音号从武漢飞来，成功降落西安。
- 1935年9月　欧亞航空开设成都-西安線，后来又延长至昆明。
- 1936年3月　欧亞航空开设昆明-西安直飞航线。
- 1936年11月　国民政府指示同意西安航空站扩建。
- 1936年12月25日　張学良利用西关机场将蒋介石緊急送到南京。
- 1945年8月　中央航空开设上海-西安線、北平-西安線。
- 1947年初　中央航空开设上海-南京-鄭州-西安線、上海-南京-漢口-西安線。
- 1948年5月28日　国民政府交通部民航局空運隊开设南京-漢口-西安-蘭州-肃州（現酒泉）線、天津-北平-西安線的定期航线。
- 1966年8月　西关机场扩建工程再次开始。
- 1967年5月4日　西关机场擴建工程完工，建成長2,200m、宽45m的跑道。
- 1984年　国務院和中央軍事委員会决定在空军咸陽飛行場址建设大型的民用空港。
- 1987年8月　西安咸陽国際机场第1期工程开工。同年，西关机场跑道延长至2430米，以供圖-154使用[2]。
- 1991年8月31日 空港業務结束、作为民用机场关闭。
- 1991年9月1日　空港業務结束所有飞机转飞，西安咸陽国際机场正式运行。[3]机场旧址于2004年改建为丰庆公园[4][5]。

## 關連項目
- 丰庆公园站
- 飛虎隊美國第十四航空隊
- 中国人民解放軍